# Chaetodon declivis
Espèce
Statut de conservation UICN

 LC  : Préoccupation mineure
Chaetodon declivis est un poisson appartenant à la famille des Chaetodontidae.